# 원전주의
원전주의(Originalism)란 미국의 법체계에서 헌법이 제정되었을 때, 헌법을 작성한 자들의 본래의 뜻과 목적을 보존하고 지키려는 철학 내지는 사상이다.  이것은 살아있는 헌법에 대해 반하는 정신이다.
이 원전주의자에 해당하는 자들은 로버트 보크, 안토닌 스칼리아, 브렛 캐버노가 있다. 이들은 주로 보수주의자에 해당되며, 낙태반대,반동성애 등의 정책과 연관이 된다.